# About Ray
About Ray is een Amerikaanse dramafilm uit 2015 onder regie van Gaby Dellal. De film, waarin Elle Fanning een jonge vrouw-naar-man transgender vertolkt, beleefde zijn wereldpremière op 12 september op het 40ste Internationaal filmfestival van Toronto.

## Verhaal
Ramone is een tiener die opgroeit in de East Village en van kinds af aan voelt dat hij in het verkeerde lichaam is geboren. Hoewel hij niet uit een traditionele familie komt - zo is grootmoeder Dolly openlijk lesbienne - heeft zijn moeder Maggie er aanvankelijk moeite mee dat haar dochter als 'Ray' door het leven wil gaan. Uiteindelijk verleent ze Ray toestemming om medische te stappen te ondernemen om de geslachtsverandering in beweging te zetten. Ray moet echter ook toestemming hebben van zijn vader Craig, die hij sinds zijn geboorte niet meer heeft gezien.

## Rolverdeling
- Elle Fanning als Ray
- Naomi Watts als Maggie
- Susan Sarandon als Dolly
- Tate Donovan als Craig
- Sam Trammell als Matthew
- Maria Dizzia als Sinda
- Tessa Albertson als Spoon
- Linda Emond als Frances